# Pietro Colonna Pamphili

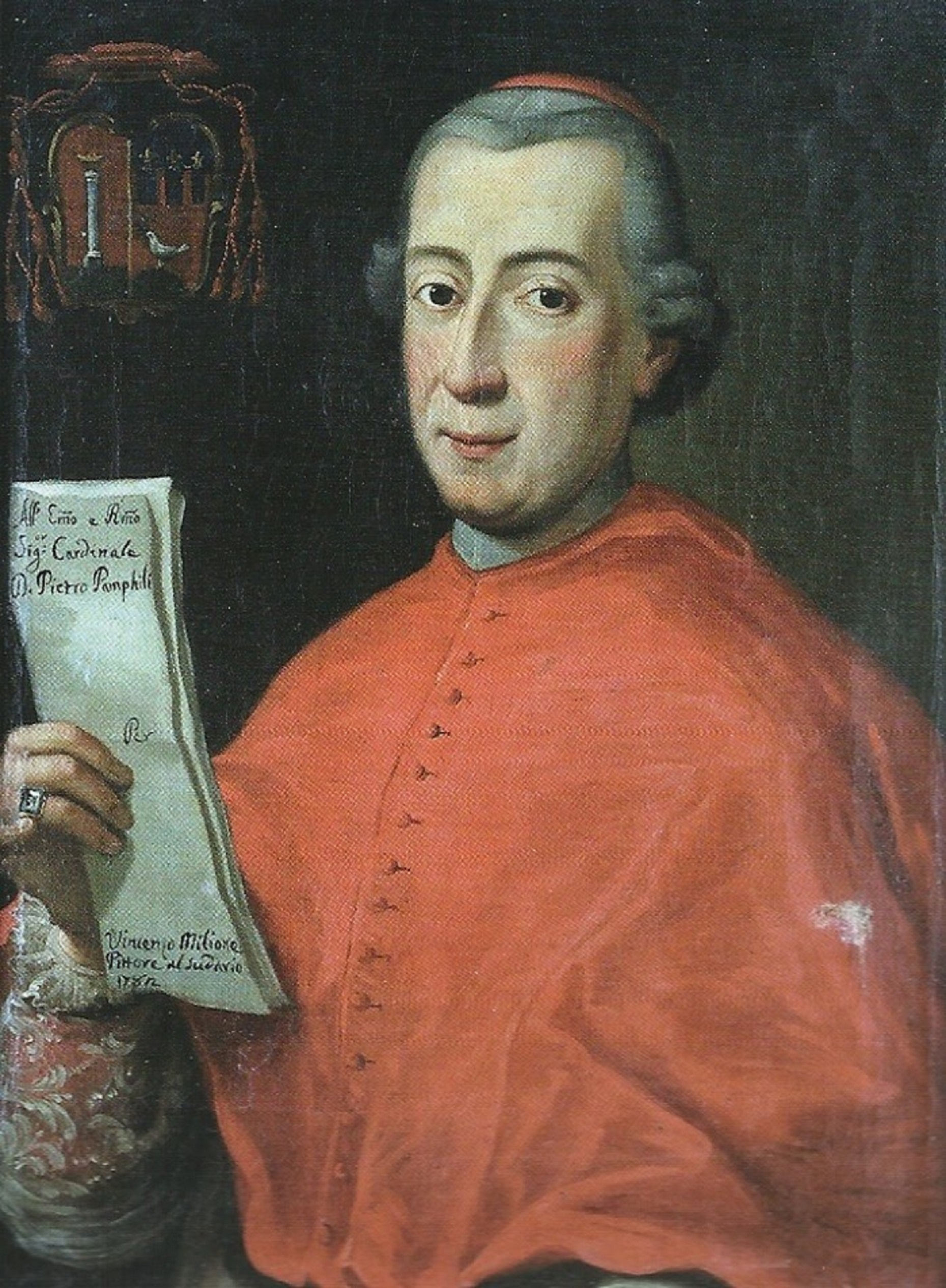
Pietro Colonna Pamphili

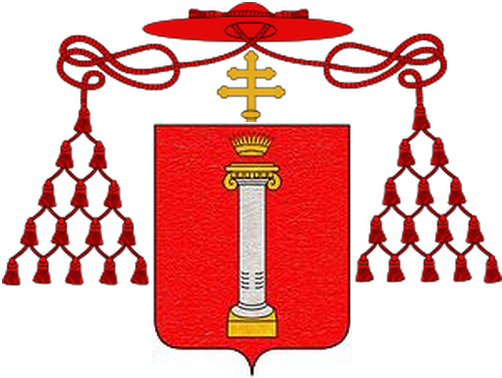
Wappen

Pietro Maria Giuseppe Giocomo Colonna Pamphili (* 7. Dezember 1725 in Rom, Kirchenstaat; † 4. Dezember 1780 in Verona) war ein italienischer Kardinal.

## Leben
Als drittes von sechzehn Kindern von Fürst Fabrizio II. Colonna und Caterina Zefirina Salviati wurde er am 7. Dezember 1725 in Rom geboren. Bei seiner Wahl zum Kardinal nahm er den Nachnamen Pamphili an. Zahlreiche Kardinäle stammten aus der Familie Colonna, darunter einer seiner Brüder, Marcantonio Colonna, sein Cousin Scipione Borghese (1770) und sein Großonkel Carlo Colonna (1706). Weitere Kardinäle aus den verschiedenen Zweigen der Familie waren Giovanni Colonna (1212), Giacomo Colonna (1278), Pietro Colonna (1288), Giovanni Colonna (1327), Agapito Colonna (1378), Stefano Colonna (1378), Oddone Colonna (1405, später Papst Martin V.), Prospero Colonna (1426), Giovanni Colonna (1480), Pompeo Colonna (1517), Marco Antonio Colonna, Senior (1565), Ascanio Colonna (1586), Girolamo Colonna (1627), Prospero Colonna (1739), Girolamo Colonna (1743), Prospero Colonna (1743) und Nicola Colonna, 1785.
Er studierte an der Universität La Sapienza, wo er am 9. Juli 1750 in utroque iure promovierte.
Nachdem er eine kirchliche Laufbahn eingeschlagen hatte, wurde er am 23. Juli 1750 zum Referendar des Tribunals der Signatura ernannt. Im Dezember 1751 wurde er Berichterstatter der Kongregation für die kirchliche Immunität und im November 1753 zum Kleriker der Apostolischen Kammer und zum Präsidenten der Ripe und der Acque ernannt.
Am 25. November 1759 empfing er die niederen Weihen, am 30. November 1759 wurde er zum Subdiakon, am 22. Dezember 1759 zum Diakon und am 27. Januar 1760 zum Priester geweiht.
Am 28. Januar 1760 ernannte Papst Clemens XIII. ihn zum Titularerzbischof von Colossae ernannt. Am 16. Februar 1760 spendete ihm Papst Clemens XIII. persönlich im römischen Quirinalspalast die Bischofsweihe. Mitkonsekratoren waren Filippo Josiah Caucci, Lateinischer Patriarch von Konstantinopel, und Giuseppe Locatelli, Apostolischer Nuntius in Neapel. Am 4. Februar 1760 wurde er zum apostolischen Nuntius in Frankreich ernannt, wo er sechs Jahre blieb und in dieser Zeit die Vertreibung der Jesuiten aus dem Königreich miterlebte.
Im Konsistorium vom 26. September 1766 erhob Papst Clemens XIII. ihn zum Kardinalpriester. Als er zum Kardinal ernannt wurde, nahm Pietro Colonna den Namen Pietro Pamphilj an, den Nachnamen seines Großvaters. Er erhielt auch die Dispens, die er benötigt das sein Bruder Marcantonio bereits Kardinal war. Am 1. Dezember 1768 erhielt er die Titelkirche Santa Maria in Trastevere.
Im April 1767 wurde er Kommendarabt der Abtei Tre Fontane. Er nahm an zwei Konklaven teil: dem von 1769, das zur Wahl von Papst Clemens XIV. führte, und dem von 1774–1775, das zur Wahl von Papst Pius VI. führte. 1772 wurde er mit der Apostolischen Visitation der Diözesen Nepi und Sutri beauftragt. Vom 17. Februar 1777 bis zum 30. März 1778 war er Camerlengo des Kardinalskollegiums.
Er starb am 4. Dezember 1780 in Verona. Seine sterblichen Überreste wurden zunächst in der Kathedrale von Verona beigesetzt und später in die Basilika Santa Maria Maggiore in Rom überführt.